# دوري الأمم للكرة الطائرة للرجال لعام 2023
دوري الأمم للكرة الطائرة للرجال لعام 2023 هي النسخة الخامسة من دوري الأمم للكرة الطائرة للرجال ، وهي بطولة دولية سنوية للكرة الطائرة للرجال. أقيمت المسابقة في الفترة من 6 يونيو إلى 23 يوليو 2023 وأقيمت الجولة النهائية في غدانسك، بولندا. 
وصلت بولندا المضيفة للنهائيات وفازت بأول لقب لها بعد فوزها على الولايات المتحدة في أربع مجموعات. وكانت هذه هي الميدالية الفضية الثالثة للولايات المتحدة. هزمت اليابان إيطاليا في مباراة فاصلة وحصلت على الميدالية البرونزية.

## روابط خارجية
- الاتحاد الدولي للكرة الطائرة - الموقع الرسمي
- FIVB Volleyball Nations League 2023 - موقع المسابقة الرسمي